# 交差適合試験
交差適合試験（こうさてきごうしけん）は輸血に伴う副作用を防止するために行われる検査である。クロスマッチテスト (cross-match test) ともいう。受血者（患者）の血液と供血者（ドナー）の血液を混合して反応の有無をみるもので、ABO式血液型の不適合や、その他の血液型に対する免疫抗体 (IgG)を検出できる方法を用いる必要がある。
交差適合試験には、受血者血清中に供血者血球に対する抗体があるかどうかを調べる主試験と、供血者血清中に受血者血球に対する抗体があるかどうかを調べる副試験がある。このうち副試験は、受血者の血液型、供血の血液型及び不規則抗体の検査が正しく行われている場合には省略することができる。
試験の結果、陰性（反応なし）であれば輸血が可能である。陽性、すなわち凝集または溶血反応が確認されれば抗体が存在することを意味する。この場合、供血者血液が受血者体内に入ることにより免疫反応が起こるため、原則として輸血を行うことはできない。
主試験と副試験の結果が合致しなかった場合は他の血液を使用することが望ましいが、緊急時には主試験の判定を優先する。
また、「イヌは自然抗体を保有しないので、供血犬、受血犬両者が献血経験を持たない場合は交差適合試験の必要はない」と信じられ、マッチングの確認をせずに輸血するような荒療治を行う獣医もいたが、実は誤りである。

## 検査法
交差適合試験の主な方法として、以下が挙げられる。
生理食塩液法
生理食塩液を使用する。陽性時は自然抗体 (IgM) の存在が考えられる。ABO式血液型不適合などの可能性がある。
間接抗グロブリン法
陽性の場合はABO式血液型以外の血液型に対する免疫抗体 (IgG) の存在などが考えられる。
酵素法
ブロメリンなどが使用される。特にRh式血液型抗原に対する免疫抗体 (IgG) の検出感度が高い。